# Sargkunst in Ghana

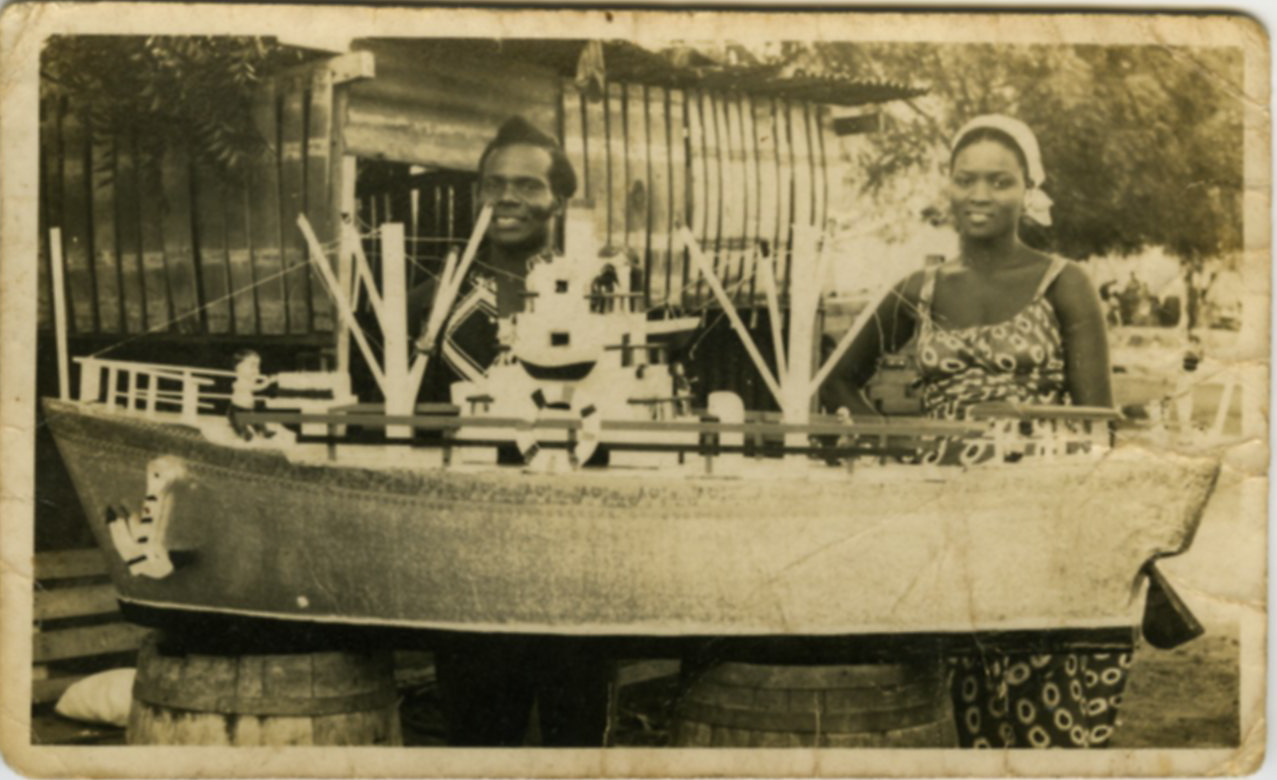
Ataa Oko mit seiner Frau vor einem seiner frühen figürlichen Särge, um 1960

Die Sargkunst in Ghana stellt seit der Mitte des 20. Jahrhunderts eine regionale Besonderheit der Sarggestaltung der Ga-Adangme dar, die sich aus den figürlichen Sänften entwickelt hat, in denen sich die Oberhäupter der Ga schon zu Beginn des 20. Jahrhunderts tragen ließen. Die figürlichen Särge werden in Form von Früchten, Tieren, Status- oder Familiensymbolen hergestellt, nach dem Wunsch der Verstorbenen selbst oder ihrer Hinterbliebenen. Die im Süden und der Region Greater Accra lebenden Ga verwenden diese figürlichen Särge für ihre Beerdigungsrituale.
Sie werden außerhalb der Region auch „fantasy coffins“, „design coffins“ oder „fantastische Särge“ genannt, auch die einheimischen Bezeichnungen „abebuu adekai“ oder „okadi adekai“ sind über die Region hinaus gebräuchlich.

## Bedeutung
Das Verwenden solcher Särge hängt eng mit der Religion und den Jenseitsvorstellungen der Ga zusammen. Der Tod bedeutet für sie kein definitives Ende, sondern das Leben geht nach ihrer Vorstellung im Jenseits ähnlich weiter wie auf Erden. Die Verstorbenen sind als Ahnen einflussreicher als die lebenden Menschen und steuern die Geschicke ihrer noch lebenden Verwandtschaft. Die Familien versuchen mit den aufwändigen figürlichen Särgen den Geist des Toten wohlwollend zu stimmen. Der gesellschaftliche Status im Jenseits hängt neben dem Erfolg im Leben auch vom Umfang der Bestattungsfeier und der Exklusivität des Sarges ab.
Die Särge sind nur am Beerdigungstag sichtbar, sie kommen mit den Toten ins Grab. Die Sarggestaltung dient weniger einem dekorativen Zweck, sie ist vielmehr von Symbolen vorbestimmt. Figurensärge beziehen sich oft auf den Beruf des Verstorbenen und sollen ihm helfen, im Jenseits seiner irdischen Tätigkeit weiter nachzugehen. Ein Schwert- oder Stuhlsarg ist hingegen eine königliche oder priesterliche Insigne mit magisch-religiöser Funktion für Menschen mit einem entsprechenden Status. Solche Särge stellen genau wie gewisse Tiere zum Teil Klan-Totems dar, wie etwa der Löwe, der Hahn oder die Krabbe, die nur Oberhäuptern gewisser Familien zustehen. Viele Sargmotive verweisen auf Sprichwörter, die von den Ga unterschiedlich interpretiert werden. Die figürlichen Särge werden in der Region von Greater Accra etwa seit 1950 vor allem von der ländlichen, traditionell gläubigen Bevölkerung, aber zunehmend auch von den Christen benutzt und sind nun ein fester Bestandteil der lokalen Beerdigungskultur.
Der Hauptzweck der figürlichen Särge, von den Ga okadi adekai oder abebuu adekai genannt, sind Beerdigungen in der Region Greater Accra. Nur ein kleiner Teil dieser Objekte wird für „westliche“ Museen und Sammler geschaffen. In der Region von Greater Accra gibt es mehrere Ateliers, in denen figürliche Särge in unterschiedlicher künstlerischer Qualität hergestellt werden. Der in und außerhalb Ghana wohl bekannteste Sargkünstler ist Paa Joe, der ehemalige Meisterschreiner des 1992 verstorbenen Kane Kwei. Er hat viele Jahre ein Atelier in Nungua geführt. Seit 2008 besitzt er eine neue Werkstatt in Pobiman, in der Nähe von Nswam. Neben Paa Joe führen drei seiner einstigen Meisterschreiner, Daniel Mensah (Hello) in Teshie, Eric Kpakpo in La und Kudjo Affutu in Awutu, Central Region, eine eigene Werkstatt. Kane Kreis einstiges Atelier in Teshie wird heute von Eric Anang geführt.

## Geschichte der Kunstform

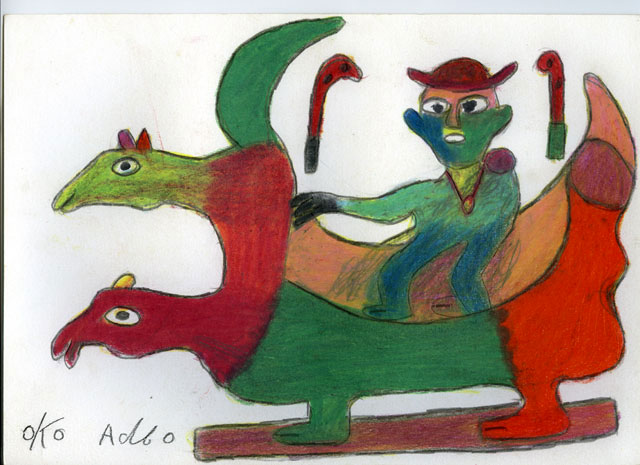
Figürliche Sänfte gezeichnet von Ataa Oko 2009

Die figürlichen Särge wurden um 1970 von einer Gruppe Kalifornier im Atelier von Kane Kwei in Teshie entdeckt. 1972 hat man dessen Särge erstmals in Kalifornien als Kunstwerke ausgestellt. Seit der Ausstellung Les Magiciens de la terre im Centre Pompidou in Paris 1989, bei der Figurensärge aus Ghana zum ersten Mal auch in Europa ausgestellt wurden, galt Kane Kwei in der westlichen Kunstwelt als Erfinder der figürlichen Särge, und dieser Künstler und die ghanaische Sargkunst wurden weltweit bekannt. 1994 erschien ein Bildband von Thierry Secretan, der wesentlich zu Kane Kweis Ruhm und zur Bekanntheit seiner Figurensärge im Westen beitrug. Kane Kwei, der sich in den ersten Interviews mit westlichen Journalisten als Erfinder der Figurensärge bezeichnet hatte, musste später jedoch zugeben, dass er diese Idee von jemandem anderem übernommen hatte. Kane Kwei zufolge war es sein Onkel Ataa Owuo (1904–1976), von dem er die Idee übernommen hatte. Dieser führte in den 1950er-Jahren in Teshie eine Möbelschreinerei und soll Kane Kwei zufolge gelegentliche figürliche Särge oder Sänften hergestellt haben. Allerdings ist derzeit nichts Genaueres über Ataa Owuos Werke bekannt und es liegen keine Fotos oder andere Unterlagen zu seinen Arbeiten vor. So ist fraglich, ob dieser Möbelschreiner je figürliche Särge hergestellt hat. In Teshies Nachbarstadt La gab es einen weiteren bekannten Meister namens Ataa Oko, der schon vor 1950 figürliche Särge hergestellt hat. Kane Kwei hat Ataa Oko gekannt, dessen Namen aber in keinem Interview verraten.
Ataa Oko hatte bereits um 1945 damit angefangen, figürliche Särge herzustellen. Neben den mündlichen Überlieferungen gibt es Fotos aus den 1950er- und 1960er-Jahren, die dies belegen. Er wurde wegen seiner ungewöhnlichen Werke rasch in der ganzen Küstenregion berühmt. Kane Kwei und Ataa Oko lernten sich spätestens um 1970 persönlich kennen, als Kane Kwei seine zweite Frau aus Ataa Okos Haus in La heiratete und deshalb häufig in La gesehen wurde.
Ataa Oko erzählt, dass ihn eine Traumvision zu seinem ersten Figurensarg, einem Krokodil, inspiriert habe. Er hatte diesen Sarg für die Frau eines verwandten Oberhauptes hergestellt. Seine Familie freute sich allerdings gar nicht darüber. Sie hielten die Herstellung eines Krokodilsarges für gefährlich. Die Verwandten warnten ihn, er könne von einem Krokodil getötet werden, wenn er weiterhin solche Särge baue. Aber er ließ sich nicht entmutigen, außerdem träumte er abermals. So entstanden nacheinander seine ersten Särge: ein Haus, ein Stuhl, ein Huhn, ein Fisch und ein Kanu. Ataa Oko und Kane Kwei gaben beide vor, die ersten Schreiner von figürlichen Särge gewesen zu sein. Jedoch waren bereits zwischen 1930 und 1960 bei den Ga figürliche Sänften in Mode, in denen sich die Oberhäupter bei wichtigen Anlässen herumtragen ließen. Ataa Oko hat seinen eigenen Aussagen zufolge solche Sänften gesehen, die äußerlich gleich wie die figürlichen Särge aussahen. Die Ethnologin Regula Tschumi geht davon aus, dass die figürlichen Sänften den Künstler zu seinen Figurensärgen angeregt haben.
Ataa Oko hatte lange Zeit keinen Kontakt zu Fremden gepflegt. Seine Werkstatt befand sich abseits der großen Durchgangsstraßen und er stellte seine Särge nur für seine Familie und für ghanaische Kunden her. Dies ist wohl der Hauptgrund, dass er und seine Werke in westlichen Kunstkreisen bis in die 1970er-Jahre unbekannt blieben. So entwickelte Ataa Oko eine ganz eigene künstlerische Formensprache in seinen Särgen, unbeeinflusst vom westlichen Kunstmarkt. Seine Särge unterscheiden sich nicht nur in ihrer Grundkonstruktion, sondern auch in den vom Künstler verwendeten Materialien von jenen Werken, die bislang in westlichen Museen und Galerien gezeigt wurden.
Wie nun neueste Forschungsresultate zu den figürlichen Särgen und Sänften der Ga belegen, sind Särge und Sänften in ihrer Verwendung und Bedeutung eng miteinander verbunden und werden schon wesentlich länger benutzt als man im Westen bis anhin angenommen hat. Die Suche nach einem „Erfinder“ dieser ungewöhnlichen Kunstform ist insbesondere deshalb müssig, weil heute niemand mehr wissen kann, wo und wann erstmals solche Objekte hergestellt wurden.

## Zur Herstellung der figürlichen Särge
In den verschiedenen Werkstätten in der Region von Greater Accra, in denen figürliche Särge hergestellt werden, beschäftigt jeder Meister mindestens einen oder sogar mehrere Lehrlinge, die einen großen Teil der Arbeit übernehmen. Das erlaubt dem Meister, mehrere Särge gleichzeitig herzustellen. Für die in Ghana benutzten Särge wird gewöhnlich einheimisches Wawa-Holz verwendet, nur für Museumssärge werden gut haltbare Edelhölzer, etwa Mahagoni, eingesetzt. Sämtliche Schreinerarbeiten werden in allen Ateliers ohne Einsatz von elektrischen Maschinen, nur von Hand und mit einfachsten Werkzeugen ausgeführt.
Die figürlichen Särge werden, je nach Schwierigkeitsgrad und je nachdem, wie geübt die Schreiner und Lehrlinge sind, innerhalb von zwei bis sechs Wochen fertiggestellt. Wenn es besonders eilt, werken mehrere Schreiner an einem Objekt. Bemalt werden die Särge, je nach Modell, vom Meister selbst oder aber von einem professionellen Künstler, einem sogenannten Schildermaler. Diese gehören auch zu jenen Künstlern, die für die kleinen Kinos in der Region handgemalte Filmplakate anfertigen. Filmtheater und handgemalte Filmplakate in Ghana existieren heute zwar nur noch selten, dafür stellen die Schildermaler ihre handgemalten Plakate nun ebenfalls für den westlichen Kunstmarkt her.

## Biografische Daten einiger selbständiger Sargkünstler

### Ataa Oko Addo

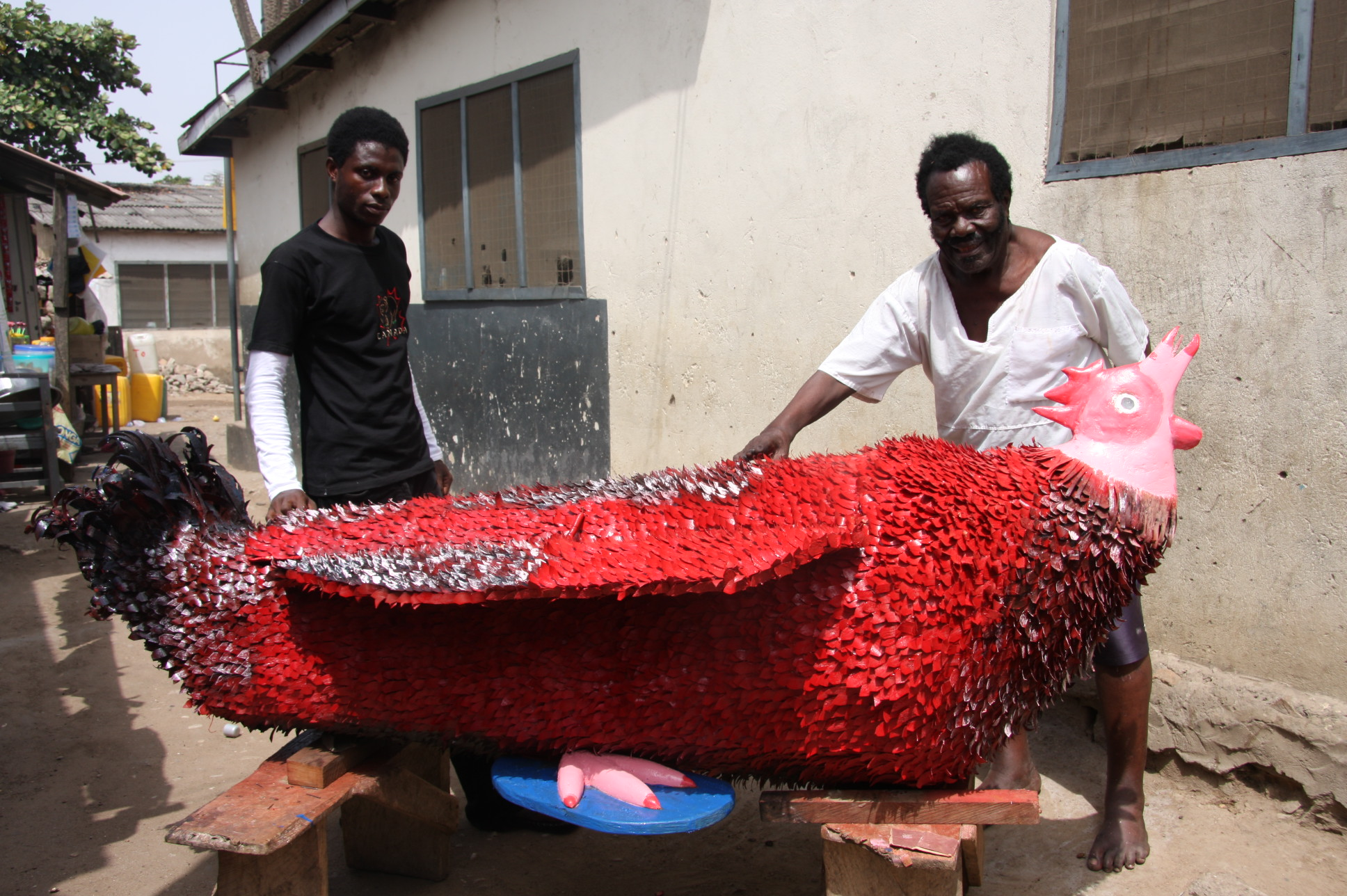
Die beiden ghanaischen Sargkünstler Ataa Oko und Kudjoe Affutu vor Ataa Oko's Hahn

Ataa Oko Addo (1919–2012) wurde in der Küstenstadt La in Greater Accra (Ghana) geboren. Er arbeitete als selbstständiger Sarg- und Sänftenschreiner und Art-brut-Künstler in La. Mit 13 Jahren begann er als Fischer und auf Kakaoplantagen im Asante-Gebiet zu arbeiten. 1936 begann er seine Ausbildung zum Schreiner bei Sowah Obu in Accra. 1939 verlor er bei einem Unfall drei Finger und musste seine Tätigkeit als Schreiner längere Zeit unterbrechen. Dann bekam er wieder befristete Arbeitsverträge als Schreiner und stellte bereits um 1945–1948 seine ersten figürlichen Särge her. Er gilt deshalb in Ghana als einer der Pioniere der ghanaischen Sargkunst. 1950 fand er Arbeit in Tamale. Nach seiner Rückkehr 1951 eröffnete er eine eigene Schreinerwerkstatt in La (früher Labadi). Hier kam er um 1970 Kontakt auch in Kontakt mit Kane Kwei.
Erstmals erwähnt wurden Ataa Okos Arbeiten von der Schweizer Ethnologin Regula Tschumi, die den Künstler während ihrer ersten Feldforschung im Jahr 2002 kennengelernt hatte. Ataa Oko und Regula Tschumi pflegten von da an eine enge, bis zu Ataa Okos Tod im Dezember 2012 andauernde Zusammenarbeit, in der sich der Künstler zu einem Zeichner und Maler entwickelte. Dies führte im Jahr 2006 zu dessen erster Teilnahme an einer internationalen Kunstausstellung: „Six Feet Under“ im Kunstmuseum Bern. Vier Jahre später würdigte man Ataa Okos figürliche Särge und seine Zeichnungen in einer ersten Einzelausstellung in der Collection de l’Art Brut Lausanne.

### Kudjoe Affutu

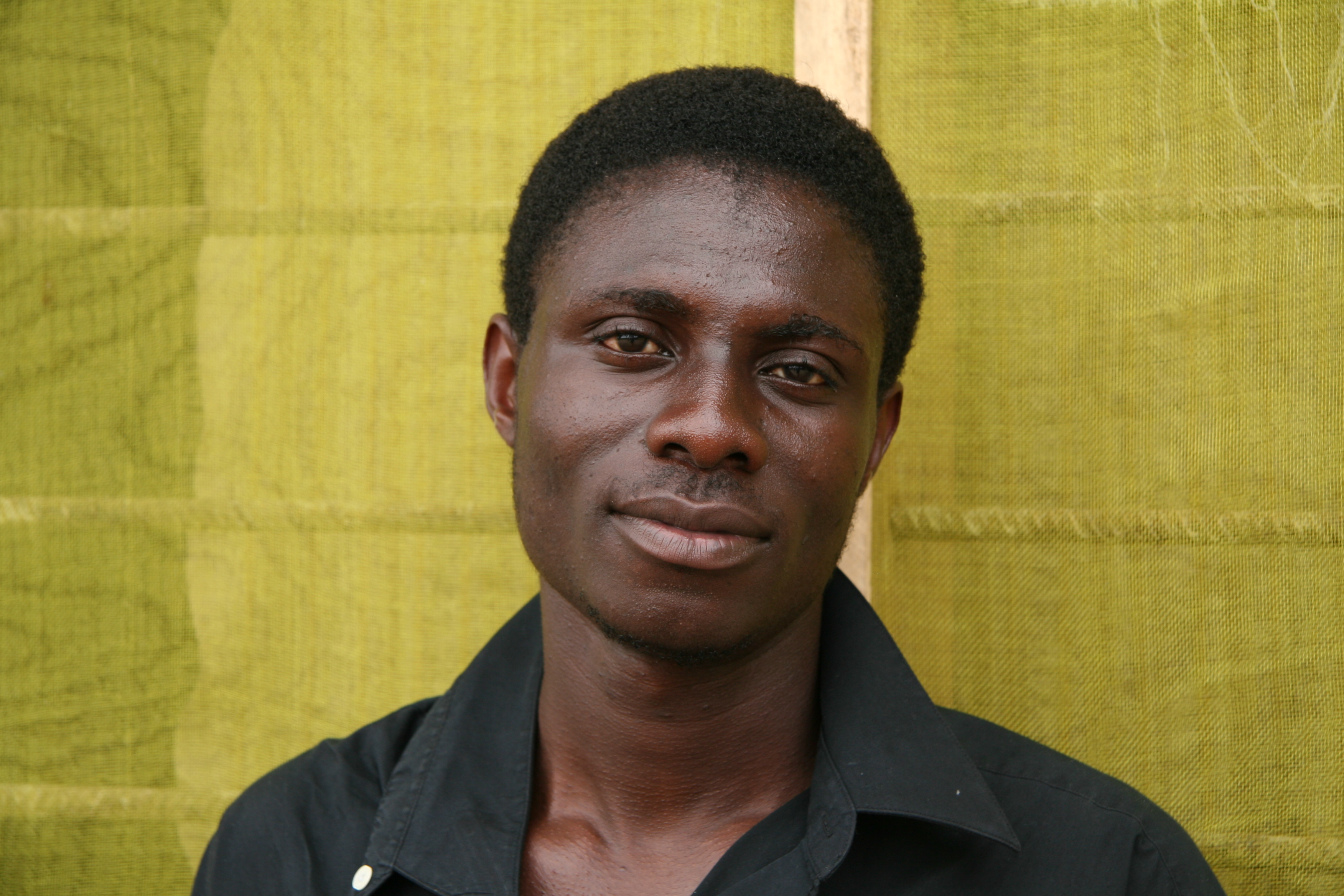
Kudjoe Affutu, ghanaischer Sargkünstler (2007), Foto: Regula Tschumi

Affutu (sein Vorname wird entweder Kudjoe oder Kudjo geschrieben) wurde 1985 in Awutu Bawyiase (Central Region, Ghana) geboren. Er begann als Siebzehnjähriger seine vierjährige Ausbildung zum Sargschreiner bei Paa Joe in Nungua. Seit 2007 lebt und arbeitet er als selbständiger Sargkünstler in seiner Geburtsstadt. In Europa hat sich Kudjoe Affutu seit dieser Zeit mit seinen Beteiligungen an verschiedenen Ausstellungen und künstlerischen Projekten einen Namen gemacht: im Jahr 2011 am Tinguely Museum Basel (Hummer-Sarg für die Ausstellung Fetisch Auto. Ich fahre, also bin ich), am Centre Pompidou, Paris (Pompidou-Sarg in der Ausstellung Anthologie de l’humour noir von Saâdane Afif), oder mit seinem Kühlschrank-Sarg in zwei Ausstellungen von Thomas Demand am Nouveau Musée National von Monaco 2010/11, sowie in der Matthew Marks Gallery in New York 2011.

### Eric Adjetey Anang

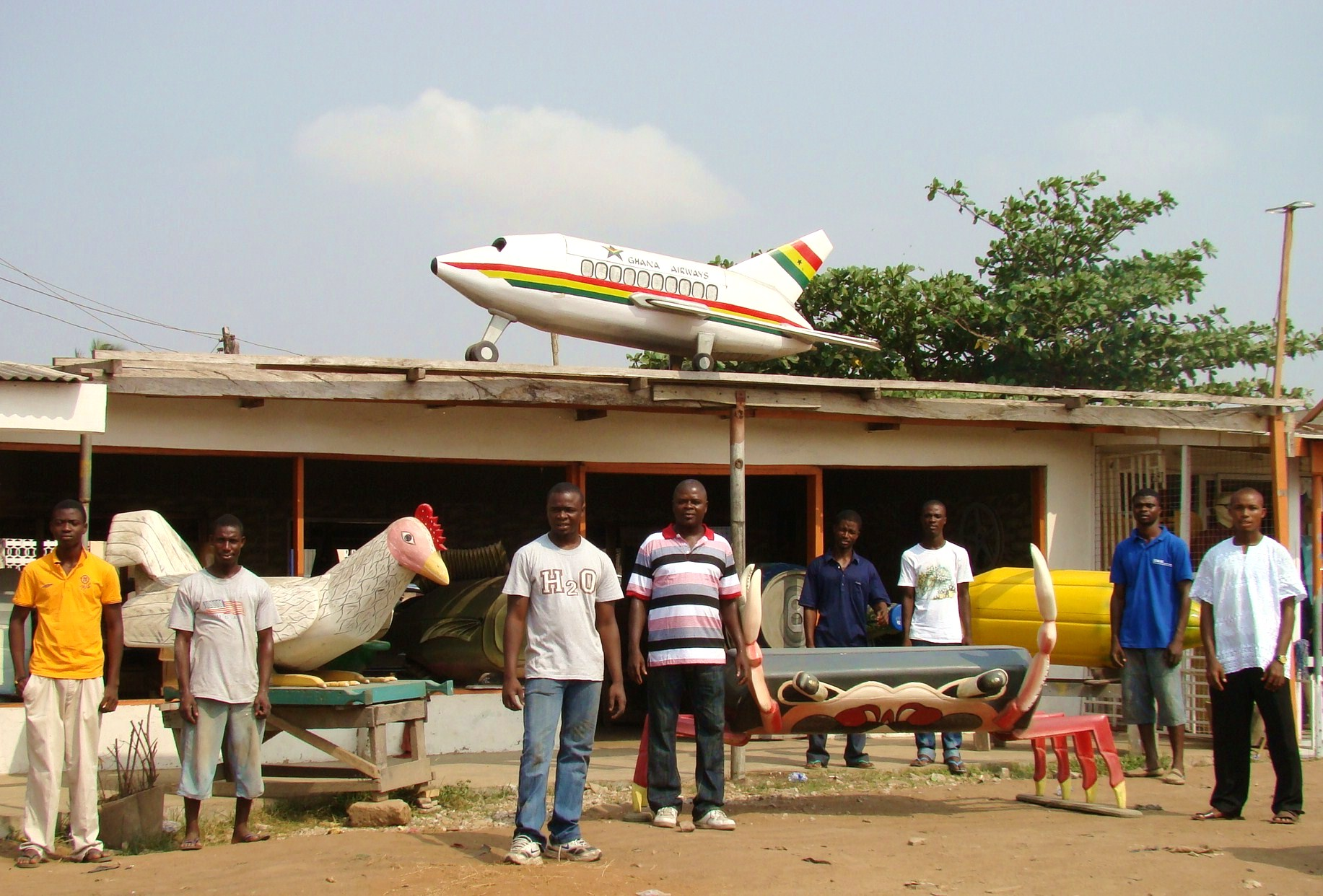
Sargkünstler aus Ghana bei einem Workshop im Januar 2010 (2010)

Eric Adjetey Anang wurde 1985 in Teshie geboren. Sohn von Cedi Anang Kwei (1965 als vierter Sohn Kane Kweis in Teshie geboren). Direkt nach dem Abschluss der Secondary School hat er das von seinem Großvater Seth Kane Kwei gegründete Atelier von seinem Vater Cedi Anang Kwei übernommen. 2009 war Eric Adjetey Anang zur Ausstellung Operation Boulevard Amandla in Antwerpen, Belgien eingeladen.

### Seth Kane Kwei
Seth Kane Kwei  (1925–1992), den man in westlichen Kunstkreisen oft als Erfinder der figürlichen Särge der Ga bezeichnet, wurde in Teshie, Ghana geboren. Um 1944–1947 arbeitete er als Holzfäller im Asante-Gebiet und begann 1947 eine Schreinerausbildung bei seinem Bruder Kane Adjetey in Teshie. Kane Kwei gilt wie Ataa Oko als Pioniere der ghanaischen Sargkunst. Ab 1951 fertigte Kane zusammen mit seinem Bruder Adjetey seinen ersten Figurensarg. In jener Zeit wurden aber von den Oberhäuptern in Accra bereits figürliche Sänften und die mit den Sänften verbundenen figürlichen Särge benutzt. Sie dürften Kane Kwei zu seinen ersten figürlichen Särgen angeregt haben. Um 1950 eröffnete Kane dann seine erste Werkstatt im alten Stadtteil von Teshie, wo heute Daniel Mensah arbeitet. 1962 bezog er dann ein neues Atelier an der Hauptstraße in Teshie, das nun immer noch mit dem Namen „Kane Kwei Workshop“ geführt wird. Kane Kwei hatte 1972 seine ersten Kontakte mit westlichen Kunsthändlern aus Kalifornien, darauf folgte 1974 seine erste Ausstellung in der Galerie „The Egg and The Ey“ von Vivian Burns in Los Angeles. 1989 beteiligte sich Kane Kwei zusammen mit Paa Joe an der Ausstellung „Les Magiciens de la terre“ im Centre Pompidou in Paris. Als der Künstler 1992 in Teshie starb, wurde er in einem von Paa Joe hergestellten Sarg begraben.

### Paa Joe

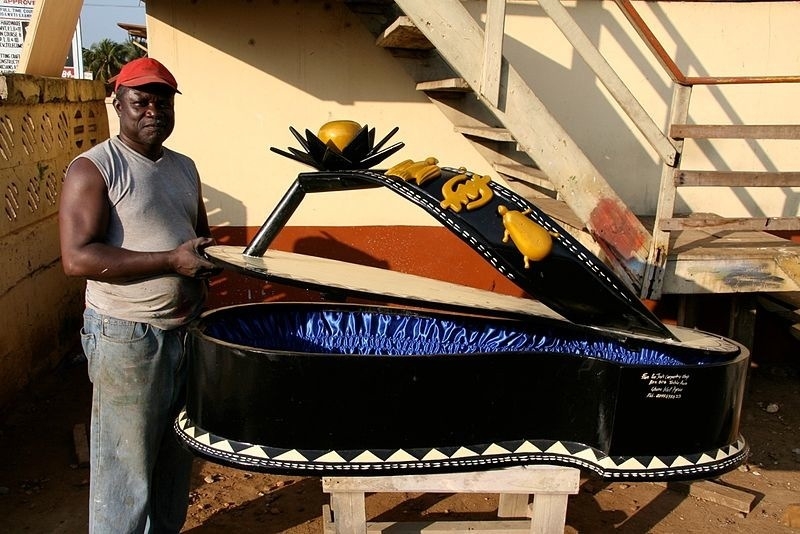
Paa Joe mit Sandalettensarg 2006, Foto: Regula Tschumi

Paa Joe wurde 1947 in der Region Akwapim (Ghana) geboren und begann mit 15 Jahren seine zehnjährige Lehrzeit bei Kane Kwei in Teshie, danach war er noch zwölf Jahre Meisterschreiner bei Kane Kwei. Mit seiner Anstellung beim Kanubauer Yao Yartel wechselte er 1974 nach Elmina. 1976 machte er sich in Nungua selbständig. Er nahm 1989 an der Ausstellung „Les Magiciens de la terre“ in Paris, 2005 in einer Einzelausstellung bei „Jack Shainman Gallery“ in New York und 2006 an der Gruppenausstellung „Six Feet Under“ im Kunstmuseum Bern sowie 2007/2008 in der gleichnamigen Ausstellung im Deutschen Hygienemuseum Dresden teil. Im gleichen Jahr stellte er auch am Forum Théatre Meyrin (Schweiz) aus. 2007 eröffnete Paa Joe ein neues Atelier in Pobiman, in der Nähe von Accra, wo er nun mit seinem Sohn Jacob arbeitet. Paa Joe ist nicht nur ein talentierter Sargkünstler, sondern er hat in den letzten Jahren auch die meisten noch existierenden figürlichen Sänften hergestellt. 2016 wurde der Artdocs Film "Paa Joe and the Lion" von Benjamin Wigley und Anna Griffin in England erstmals gezeigt. Paa Joe ist heute über 70-jährig und im Ruhestand. Sein Atelier wird jetzt von seinem Sohn Jacob und seinen ehemaligen Mitarbeitern geführt.

### Eric Kpakpo
Eric Kpakpo wurde 1979 in Nungua geboren. Er lernte sein Kunsthandwerk von 1994 bis 2000 bei Paa Joe in Nungua, wo er noch bis 2005 als Meister arbeitete. Im 2006 eröffnete er ein eigenes Sargatelier in La und gehört heute zu den bekanntesten Sarg Künstler in der Region von Accra. Er arbeitet auch immer noch für das Atelier von Paa Joe und für eshopafrica.com. Auf dem internationalen Kunstmarkt hat sich Eric Kpakpo in den letzten Jahren insbesondere für die Herstellung seiner Sarg Miniaturen einen Namen geschaffen.

### Daniel Mensah (gen. Hello)

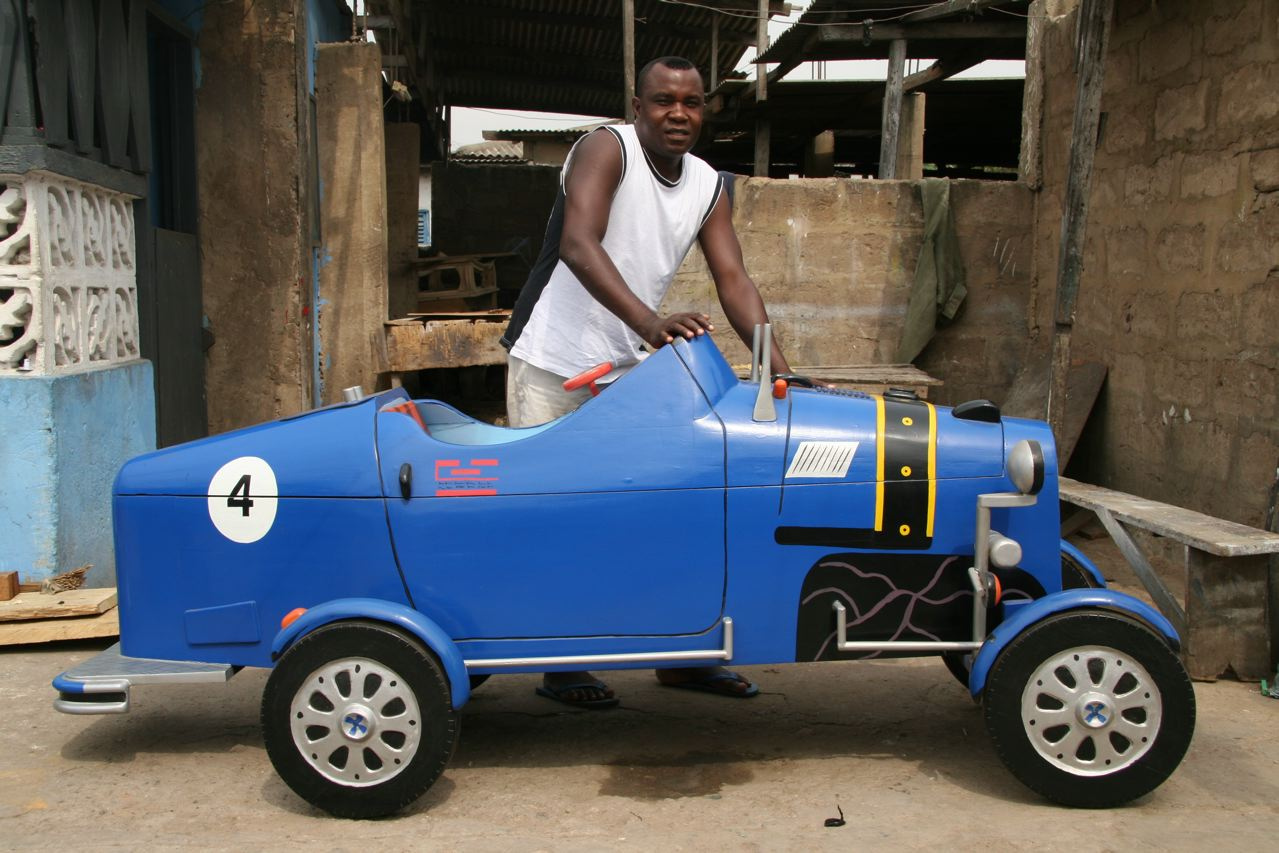
Hello mit seinem Oldtimer-Sarg (2006), Foto: Regula Tschumi

Daniel Mensah, auch Hello genannt, wurde 1968 in Teshie geboren und begann 1984 seine sechsjährige Lehrzeit bei Paa Joe in Nungua. Anschließend war er acht Jahre Meisterschreiner bei Paa Joe. 1998 eröffnete er sein Atelier „Hello Design Coffin Works“ in Teshie. Er wirkte an verschiedenen europäischen Filmprojekten mit, unter anderem lieferte er für Sépulture sur mesure (TV5, 2009) den Polizistensarg.

## Galerie

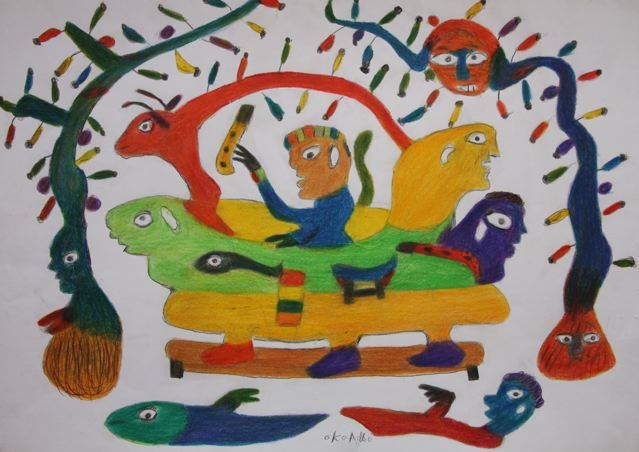
Figürliche Sänfte von Ataa Oko 2010
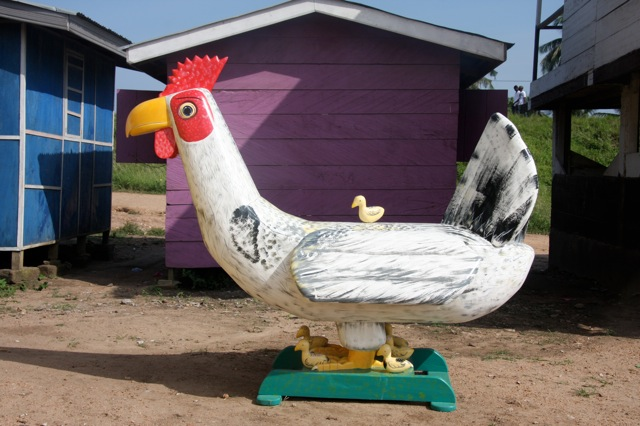
Hennensarg von Kudjoe Affutu 2008, Foto: Regula Tschumi
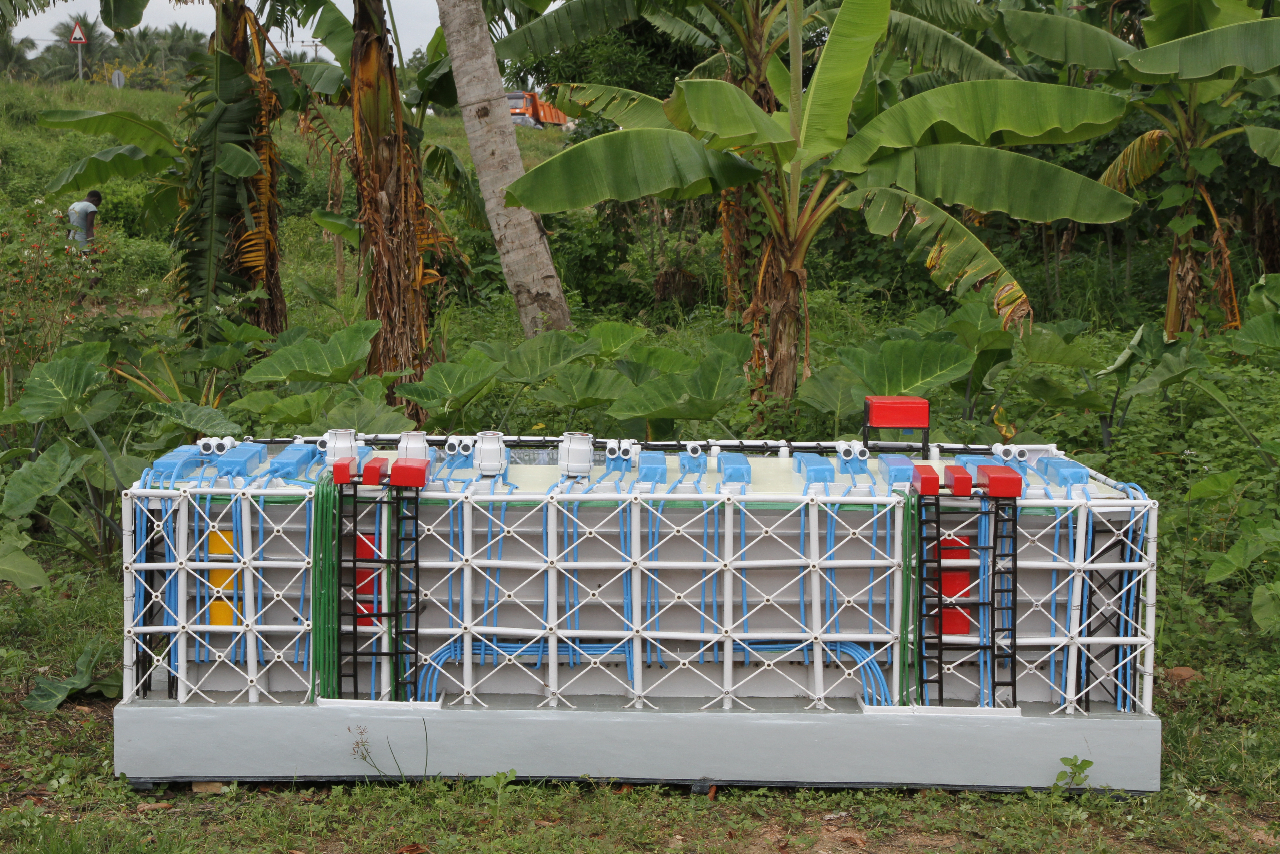
Der „Pompidou-Sarg“ von Kudjoe Affutu.

## Internationale Ausstellungen (Beiträge in Gruppenausstellungen)
- 2022. Museum der Völker, Schwaz: Die Geister spielen Fussball. Zeichnungen und Skulpturen des ghanaischen Künstlers Ataa Oko Addo (1919–2012). Eine Ausstellung mit Särgen von Ataa Oko, Paa Joe, Kane Kwei und Sargminiaturen von Kudjoe Affutu.
- 2020: Kunsthalle Hamburg in "Trauern. Von Verlust und Veränderungen", Sarg Miniaturen von Kudjoe Affutu und Zeichnungen von Ataa Oko.
- 2017: Fondation Cartier Paris in "Malick Sidibé" Rolleiflexsarg von Paa Joe.
- 2016: Museum der Kulturen Basel in "Gross" Hummersarg von Kudjoe Affutu.
- 2016: Naturhistorisches Museum Bern in "C'est la vie" Telefon- und Hahnsarg von Kudjoe Affutu.
- 2011: Miracles of Africa.[5] im Hämeenlinna Art Museum, Hämeenlinna et Oulu Museum of Art, Oma, Finnland mit Zeichnungen von Ataa Oko.
- 2011: Zeichnungen von Ataa Oko im Sainsbury Centre for Visual Arts, University of East Anglia, Norwich[6]. Griff Rhys Jones. 27. September – 4. Dezember 2011.
- 2011: Matthew Marks Gallery, New York City. Kühlschrank-Sarg von Kudjoe Affutu in der Ausstellung La carte d’aprês nature von Thomas Demand.
- 2011: Tinguely Museum Basel. Hummer-Sarg von Kudjoe Affutu für die Ausstellung Fetisch Auto. Ich fahre, also bin ich. 8. Juni – 9. Oktober 2011.
- 2010: Collection de l’Art Brut, Lausanne.[7] Einzelausstellung Ataa Oko et les Esprits, Zeichnungen und Särge.
- 2010: Centre Pompidou, Paris. Pompidou-Sarg von Kudjoe Affutu in der Ausstellung Anthologie de l’humour noir von Saâdane Afif.
- 2010: Nouveau Musée National de Monaco, Villa Paloma. Kühlschrank-Sarg von Kudjoe Affutu in der Eröffnungsausstellung La carte d’aprês nature von Thomas Demand.
- 2006, 2007/2008: Kunstmuseum Bern und Deutsches Hygienemuseum, Dresden. Ausstellung Six Feet Under: Autopsie unseres Umgangs mit Toten. Zeichnungen und Sarg von Ataa Oko und Särge von Paa Joe.